# Dunakanyar-Vác FC
Dunakanyar-Vác FC sau doar Vác FC este un club de fotbal cu sediul în Vác, Ungaria, la nord de Budapesta. Clubul din a doua divizie a Ligii Ungare a fost înființat în iunie 1899, deoarece Váci Városi SE își joacă meciurile de acasă pe Stadion Városi Vác. Înainte de 2009, clubul era cunoscut sub o varietate de alte nume.

## Nume
Echipa a suferit o serie de schimbări de nume de la înființare, adesea din cauza politicii vremii, iar din 2003 a fost numită după Dunakanyar, în maghiară pentru Cotul Dunării, punctul în care fluviul Dunărea își schimbă direcția în apropiere. unde se află Vác.
- 1899-48: Váci SE
- 1948–55: Váci Dolgozók TK
- 1955-55: Váci Petőfi
- 1955–57: Váci Bástya
- 1957-57: Váci SE
- 1957–61: Váci Petőfi
- 1961–65: Váci Vasas
- 1965–70: Váci SE
- 1970–80: Váci Híradás
- 1980–92: Váci Izzó MTE
- 1992–97: Vác FC-Samsung
- 1997–98: Vác FC
- 1998-01: Vác FC-Zollner
- 2001–03: Váci VLSE
- 2003–07: Dunakanyar-Vác FC
- 2007–09: Vác-Újbuda LTC
- 2009–13  Dunakanyar-Vác FC
- 2013–     Vác FC

## Palmares

### Național
Nemzeti Bajnokság I:
 Campioana (1): 1993-1994 (ca Vác-Samsung)
 Vicecampioana (2): 1991-1992, 1992-1993
 Nemzeti Bajnokság II
 Campioana (7): 1912-1913, 1920-1921, 1923-1924, 1936-1937, 1945-1946, 1986-1987, 2005-2006
 Vicecampioana (5): 1913-1914, 1919-1920, 1924-1925, 1951, 1986-1987
 Locul 3 (5): 1926-1927, 1930-1931, 1984-1985, 2004-2005, 2009-2010
 Nemzeti Bajnokság III
 Campioana (3): 1976-1977, 1983-1984, 2014-2015
 Vicecampioana (2): 1975-1976, 2002-2003
 Locul 3 (2): 1939-40, 1974-1975,
 Nemzeti Bajnokság IV
 Campioana (3): 1940-1941, 1970-1971, 2013-2014
 Vicecampioana (1): 1967
 Locul 3 (3): 1968, 1969, 2000-2001
 Nemzeti Bajnokság V
 Campioana (1): 1965
 Cupa Ungariei:
 Finalistă (3): 1990-1991 (ca Váci Izzó), 1991-1992, 1994-1995

### Internațional
Cupa Mitropa :
 Finalistă (1) : 1988

## Lotul sezonului 2009-2010
| Nr. |         | Poziție | Jucător           |
| --- | ------- | ------- | ----------------- |
|     | Ungaria | M       | Ádám Albert       |
|     | Ungaria | A       | Gergő Bánáti      |
|     | Ungaria | A       | Dávid Csocsánszki |
|     | Ungaria | F       | Máté Dudás        |
|     | Ungaria | M       | Péter Farkas      |
|     | Ungaria | M       | Róbert Franyó     |
|     | Ungaria | F       | Endre Gáspár      |
|     | Ungaria | P       | István Hámori     |
|     | Ungaria | F       | Csaba Hegedűs     |
|     | Ungaria | M       | Attila Hiebsch    |
|     | Ungaria | M       | Gergely Hirt      |
|     | Ungaria | P       | Gergely Horváth   |
|     | Ungaria | F       | Tamás Horváth     |
|     | Ungaria | F       | Juhász Bence      |
|     | Ungaria | A       | Dávid Kocsis      |

| Nr. |         | Poziție | Jucător          |
| --- | ------- | ------- | ---------------- |
|     | Ungaria | M       | Gábor Kocsis     |
|     | Ungaria | M       | Péter Kovács     |
|     | Ungaria | A       | Milán Kövesdi    |
|     | Ungaria | M       | Gergely Krajcsek |
|     | Ungaria | F       | Imre Laki        |
|     | Ungaria | M       | László Langó     |
|     | Ungaria | M       | Andor Margitics  |
|     | Ungaria | P       | Dávid Palásthy   |
|     | Ungaria | A       | Kornál Rob       |
|     | Ungaria | P       | Gábor Sztankó    |
|     | Ungaria | F       | Gergő Tányéros   |
|     | Ungaria | F       | Ádám Varga       |
|     | Ungaria | M       | Gábor Vén        |
|     | Ungaria | M       | Norbert Vidra    |

## Jucatori importanti
- Tamás Hajnal
- Laszlo Repasi